# Miriam Frances
Miriam Frances (* 5. Juni 1943 in Oels, Schlesien; † 1. April 2014 in Düsseldorf) war eine deutschsprachige Textdichterin und Lyrikerin, die eigentlich Waltrud Franzes hieß. Sie lebte lange in Düsseldorf.

## Leben
Aufgewachsen ist Miriam Frances in Grevenbroich in der Nähe von Neuss. Nach Wirtschaftsabitur und einer Banklehre folgte eine Schauspielausbildung mit einem zeitweiligen Engagement in Wuppertal. Sie war auch als Fotomodell und Mannequin tätig, bevor sie ab 1970 professionell die Erfolgssongs für u. a. Daliah Lavi, Mary Roos, Barry Ryan oder Curd Jürgens verfasste. Ihre Songtexte liegen stilistisch zwischen gehobenem Schlager und Chanson.
Über das Leben von Miriam Frances ist kaum etwas bekannt, da sie sich früh vollkommen zurückzog und später auch als Textdichterin nicht mehr in Erscheinung trat. Selbst ihr Geburtsdatum kursiert in verschiedenen Versionen. Am 5. März 2009 war sie zu Gast bei Daliah Lavis Konzert in der Düsseldorfer Tonhalle. Selbst die israelische Sängerin, die jahrelang mit der Textdichterin zusammengearbeitet hatte, bekundete auf der Bühne, jahrelang keinen Kontakt zu Frances gehabt zu haben. Daher sei sie besonders gerührt über die Anwesenheit der alten Freundin und widmete ihr im Laufe des Abends das eine oder andere Lied.
Weniger bekannt ist, dass Frances ebenfalls eine Gesangskarriere anstrebte: 1973 erschien bei Ariola die LP Wenn ich singen würde (Arrangements: Hans Hammerschmid, er komponierte auch eines der Lieder). Musikalisch wie auch textlich orientierte sich Frances mit diesem Werk an der Liedermacherszene. Mit einem Lied dieser Platte, nämlich Ich liebe Männer, die zum Frühstück Zeitung lesen trat sie bei der ersten Sendung von Am laufenden Band im April 1974 auf.

## Liedtexte
Bekannt wurde Miriam Frances vor allem durch die frühen Hits von Daliah Lavi. Häufig waren dies Coverversionen internationaler Hits oder deutsche Fassungen von englischen Songs, die im Original von Lavi aufgenommen wurden.
- Liebeslied jener Sommernacht (1970, Love's Song)
- Oh, wann kommst du? (1970, Won't You Join Me?)
- Wer hat mein Lied so zerstört (1971, What Have They Done To My Song, Ma? von Melanie)
- Willst du mit mir geh'n (1971, Would You Follow Me von Olivia Newton-John)
- Wär' ich ein Buch (1971, If You Could Read My Mind von Gordon Lightfoot)
- Holly Holy (1971, Holly Holy von Neil Diamond)
- Ich bin dein Freund (1972, You've Got A Friend von Carole King)
- Nicola und Bart (1972, Here's To You von Joan Baez)
- Lieben Sie Partys? (1972, Zoo de Zoo Zong (I Know A Man Who Sings) von Twiggy)
- Meine Art, Liebe zu zeigen (1972, Soldiers Who Want To Be Heroes von Rod McKuen)
- Die Songs von gestern (1972, How I Love Them Old Songs von Carl Smith)
- Worte wie Pfeile (1976, Words Said In Anger)

Weitere Liedtexte sind:
- Zeit macht nur vor dem Teufel halt (1971, Today) / Vielleicht schon morgen (1971, Who Put The Lights Out) / Ein neuer Orpheus / Sanctus, Sanctus Halleluja (1972) alle gesungen von Barry Ryan
- Sie (1974, She) gesungen von Charles Aznavour
- Dichter sag', wie machst du Liebeslieder? / Etwas für jeden / Unter so mancher Decke (1976) alle gesungen von Inga & Wolf
- Fernando (1976, Fernando von ABBA) gesungen von Lena Andersson
- Dann bis morgen (1977, Sunrise, Sunrise) gesungen von Rebekka
- Las Vegas (1977) / Ruf' nach mir / Die grüne Witwe / Das Lied (Your Song) / Wo liegt im Sommer der Schnee (1978) alle gesungen von Su Kramer

Single 60 Jahre – und kein bißchen weise von Curd Jürgens, 1975. Text: Miriam Frances

EP Miriam Frances, Sonderauflage 1973, Seite A

EP Miriam Frances, Sonderauflage 1973, Seite B

Miriam Frances schrieb Weil der Sommer ein Winter war für Nana Mouskouri. Für Curd Jürgens verfasste und produzierte sie 1975 60 Jahre – und kein bißchen weise und textete diesen Song 1991 für Evelyn Künneke um: Siebzig Jahre und kein bisschen leise. Ebenfalls von Miriam Frances stammen der Werbesong für MERCI Vielfalt (1978), Woraus meine Lieder sind (Mary Roos, 1972), Wie ein Adieu (Andrea Jürgens 1981). 1971 durfte sie außerdem für den damaligen Weltstar Olivia Newton-John den deutschen Text Banks Of the Ohio verfassen: Unten am Fluss, der Ohio heißt.
Weitere Interpreten ihrer Texte sind:
| - Udo Jürgens - Dunja Rajter - Jürgen Marcus - Margot Werner | - Judy Winter - Cindy & Bert - Hoffmann & Hoffmann - Adam & Eve |

## Alben
- Wenn ich singen würde (Ariola, 1973)

## Singles
- Ich liebe Männer, die beim Frühstück Zeitung lesen / Abschiednehmen (Ariola, 1973)
- Ich liebe Männer ... / Abschiednehmen / Vorzimmerdamen / Ich kann rote Rosen nicht leiden (EP; Ariola, 1973)
- Ich bin die Frau, mit der ihr Mann was hat / Fein raus (Philips, 1977)

## Lyrik und Prosa
- Was mir einfällt. Gedichte. Schneekluth, München 1979, ISBN 3-7951-0549-8.
- Was machen Sie, wenn es pfeift. Satiren. Schneekluth, München 1980, ISBN 3-7951-0686-9; dtv, München 1986, ISBN 3-423-10545-3.
- So ist das. Gedichte. Schneekluth, München 1983, ISBN 3-7951-0854-3.
- April, April ... Geschichten. Schneekluth, München 1986, ISBN 3-7951-0902-7.
- Nur der gute Mond ist immer noch der alte. Gedichte. Schneekluth, München 1990, ISBN 3-7951-1145-5.
- Ich will den Tag noch vor dem Abend loben. Gesammelte Gedichte. dtv, München 1994, ISBN 3-423-25099-2.
- Mitautorin: 99 Zärtlichkeiten. Gedichte für Sie und Ihn. Schneekluth, München 1986, ISBN 3-7951-0948-5.
- Mitautorin: Nochmal 99 Zärtlichkeiten. Gedichte für Sie und Ihn. Schneekluth, München 1989, ISBN 3-7951-1099-8.